# صوم الدهر
صوم الدهر هو سرد الصوم في جميع الأيام إلا الأيام التي لا يصح صومها وهي العيدان وأيام التشريق. ويسمى أيضا: صوم الأبد ويقصد به سرد الصوم المتواصل يوما بعد يوم بالتوالي والتتابع في جميع أيام السنة من غير فصل بفطر يوم. والصوم من حيث هو عبادة مشروعة يثاب فاعله فلا يوصف بالتحريم إلا في الأيام التي يحرم صيامها وهي يومي العيد الفطر والأضحى، وأيام التشريق الثلاثة، ولا يوصف صوم الدهر بالتحريم باستثناء الأيام التي يحرم صيامها، ولا يكره صوم الدهر إذا أفطر أيام النهي ولم يترك فيه حقا ولم يخفف ضررا، وهو قول أكثر أهل العلم، وقال أبو يوسف وغيره من أصحاب أبي حنيفة: أنه يكره صومه مطلقا. وقد ذكر العلماء في حكم صوم الدهر في غير الأيام المنهي عن صيامها تفصيلا في ذلك، أن النهي إنما هو فيمن شق عليه أو خاف على نفسه ضررا أو تفويت حق فيكون مكروها في هذه الحالة، والتعمق في الصوم من الأمور المنهي عنها في الشرع الإسلامي.

## حكم صوم الدهر
مذاهب العلماء في صوم الدهر إذا أفطر أيام النهي الخمسة وهي العيدان وأيام التشريق الثلاثة: أنه لا يكره إذا لم يخف منه ضررا ولم يفوت به حقا. قال صاحب الشامل: وبه قال عامة العلماء. وكذا نقله القاضي عياض وغيره من جماهير العلماء، وأكثر العلماء على أنه: لا يكره صوم الدهر إذا أفطر أيام النهي ولم يترك فيه حقا ولم يخفف ضررا، وهو ما حكاه الشيرازي في المهذب، وذكر النووي في المجموع أن هذا قول الشافعي، وهو قول الشافعية، قال: «والمراد بصوم الدهر سرد الصوم في جميع الأيام إلا الأيام التي لا يصح صومها وهي العيدان وأيام التشريق». وبين حكم صومه عند الشافعية أنه: إن خاف ضررا أو فوت حقا بصيام الدهر كره له، وإن لم يخف ضررا ولم يفوت حقا لم يكره، قال: هذا هو الصحيح الذي نص عليه الشافعي وقطع به صاحب المهذب والجمهور، وأطلق البغوي وطائفة قليلة أن صوم الدهر مكروه، وأطلق الغزالي في الوسيط أنه مسنون، وكذا قال الدارمي: من قدر على صوم الدهر من غير مشقة ففعل فهو فضل. وقال الشافعي في البويطي: لا بأس بسرد الصوم إذا أفطر أيام النهي الخمسة، قال صاحب الشامل بعد أن ذكر النص: وبهذا قال عامة العلماء. قال النووي: وممن نقلوا عنه ذلك عمر بن الخطاب وابنه عبد الله وأبو طلحة وعائشة وغيرهم من الصحابة رضي الله عنهم والجمهور من بعدهم، وقال أبو يوسف وغيره من أصحاب أبي حنيفة: يكره مطلقا، واحتجوا بحديث: ابن عمرو بن العاص أن رسول الله ﷺ قال: «لا صام من صام الأبد، لا صام من صام الأبد».
و «عن أبي قتادة أن عمر بن الخطاب رضي الله عنه قال: يا رسول الله، كيف بمن يصوم الدهر كله؟ قال: «لا صام ولا أفطر أو لم يصم ولم يفطر»».
واحتج الشافعية ومن وافقهم بحديث: «عائشة أن حمزة بن عمرو الأسلمي رضي الله عنه سأل النبي ﷺ فقال: يا رسول الله، إني رجل أسرد الصوم، أفأصوم في السفر؟ فقال: "صم إن شئت وأفطر إن شئت"». قال النووي: «وموضع الدلالة أن النبي ﷺ لم ينكر عليه سرد الصوم، ولا سيما وقد عرض به في السفر"». و«عن أبي موسى الأشعري عن النبي ﷺ قال: "من صام الدهر ضيقت عليه جهنم هكذا وعقد تسعين"». ومعنى ضيقت عليه أي: عنه فلم يدخلها، أو ضيقت عليه أي: لا يكون له فيها موضع. وقد احتج البيهقي بهذا الحديث على أنه لا كراهة في صوم الدهر وافتتح الباب به، فهو عنده المعتمد في المسألة، وأشار غيره إلى الاستدلال به على كراهته، قاله النووي وقال: والصحيح ما ذهب إليه البيهقي. و«عن أبي مالك الأشعري الصحابي رضي الله عنه قال: قال رسول الله ﷺ: "إن في الجنة غرفة يرى ظاهرها من باطنها، وباطنها من ظاهرها، أعدها الله لمن ألان الكلام وأطعم الطعام وتابع الصيام وصلى بالليل والناس نيام"». وسئل ابن عمر عن صيام الدهر فقال: «كنا نعد أولئك فينا من السابقين». وعن عروة أن عائشة كانت تصوم الدهر في السفر والحضر. وعن أنس قال: «كان أبو طلحة لا يصوم على عهد النبي ﷺ من أجل الغزو، فلما قبض النبي ﷺ لم أره مفطرا إلا يوم الفطر أو الأضحى».

### تعليل النهي
حيث ورد النهي عن صوم الدهر في حديث: «لا صام من صام الأبد، لا صام من صام الأبد». و «عن أبي قتادة أن عمر بن الخطاب رضي الله عنه قال: يا رسول الله، كيف بمن يصوم الدهر كله؟ قال: «لا صام ولا أفطر أو لم يصم ولم يفطر»». فإنه يدل بظاهره على النهي عن صوم الدهر، وبه استدل القائلون بالنهي عن صيامه مطلقا، لكن ورد عن السلف من الصحابة والتابعين أنهم كانوا يصومون الدهر، وأن النهي في الحديث ليس على إطلاقه، وأجابوا عن حديث: «لا صام من صام الأبد» بأجوبة ذكرها النووي في المجموع أحدها: جواب عائشة وتابعها عليه خلائق من العلماء أن المراد: من صام الدهر حقيقة بأن يصوم معه العيد والتشريق، وهذا منهي عنه بالإجماع. والحديث: عن أم كلثوم مولاة أسماء قالت: «قيل لعائشة: تصومين الدهر وقد نهى رسول الله ﷺ عن صيام الدهر؟ قالت: نعم، وقد سمعت رسول الله ﷺ ينهى عن صيام الدهر، ولكن من أفطر يوم النحر ويوم الفطر فلم يصم الدهر».
- الثاني: أنه محمول على أن معناه أنه لا يجد من مشقته ما يجد غيره؛ لأنه يألفه ويسهل عليه فيكون خبرا لا دعاء ومعناه: لا صام صوما يلحقه فيه مشقة كبيرة، ولا أفطر بل هو صائم له ثواب الصائمين.
- الثالث: أنه محمول على من تضرر بصوم الدهر أو فوت به حقا، كما في حديث أبي الدرداء الذي هو في حق من خاف ضررا أو ضيع حقا وهو: «عن عون بن أبي جحيفة عن أبيه قال: آخى النبي ﷺ بين سلمان وأبي الدرداء، فزار سلمان أبا الدرداء، فرأى أم الدرداء متبذلة فقال لها: ما شأنك قالت: أخوك أبو الدرداء ليس له حاجة في الدنيا، فجاء أبو الدرداء فصنع له طعاما فقال: كل فإني صائم، قال: ما أنا بآكل حتى تأكل فأكل، فلما كان الليل ذهب أبو الدرداء يقوم فقال: نم فنام ثم ذهب يقوم فقال: نم فلما كان آخر الليل قال سلمان: قم الآن قال: فصليا فقال له سلمان: «إن لربك عليك حقا ولنفسك عليك حقا ولأهلك عليك حقا فأعط كل ذي حق حقه» فأتى النبي ﷺ فذكر ذلك له فقال النبي ﷺ: «صدق سلمان». (أبو جحيفة وهب السوائي يقال وهب الخير)».[10] ويؤيده أنه في حديث عبد الله بن عمرو بن العاص كان النهي خطابا له، وقد ثبت عنه في الصحيح أنه عجز في آخر عمره وندم على كونه لم يقبل الرخصة، وكان يقول: «يا ليتني قبلت رخصة رسول الله ﷺ». قال النووي: «فنهى النبي ﷺ ابن عمرو بن العاص لعلمه بأنه يضعف عن ذلك، وأقر حمزة بن عمرو لعلمه بقدرته على ذلك بلا ضرر».[1]

قال النووي في المجموع: «فرع: في تسمية بعض الأعلام من السلف والخلف ممن صام الدهر غير أيام النهي الخمسة - العيدين والتشريق . فمنهم عمر بن الخطاب، وابنه عبد الله بن عمر، وأبو طلحة الأنصاري، وأبو أمامة وامرأته، وعائشة رضي الله عنهم. وذكر البيهقي ذلك عنهم بأسانيده، وحديث أبي طلحة في صحيح البخاري. ومنهم: سعيد بن المسيب وأبو عمرو بن حماس -بكسر الحاء المهملة وآخره سين- وسعيد بن إبراهيم بن عبد الرحمن بن عوف التابعي، سرده أربعين سنة، والأسود بن يزيد صاحب ابن مسعود، ومنهم البويطي وشيخنا أبو إبراهيم إسحاق بن أحمد المقدسي الفقيه الإمام الزاهد».